# 浅井久政
浅井 久政（あざい ひさまさ、淺井 久政）は、戦国時代から安土桃山時代にかけての武将。北近江の戦国大名・浅井氏当主。

## 生涯

### 家督相続まで
大永6年（1526年）、浅井亮政と側室・尼子氏（後に出家し馨庵寿松）との間に生まれる。幼名は猿夜叉、通称は新九郎。母尼子氏は26歳の時に久政を産んだとされる（『蓮華会頭役門帳』）。
父亮政は、浅井氏の庶家から宗家へ婿養子に入ったのだが、亮政と正室・蔵屋との間に産まれた男子・新四郎政弘は早世していた。そのため、蔵屋の娘・鶴千代の婿に田屋明政を迎え、浅井新三郎明政と名乗らせ亮政の跡を継がせるはずであった。
天文11年（1542年）1月6日、亮政が死去したため、17歳の久政が家督を継承した。このとき久政と明政の間で家督争いが発生したかは明らかでない。亮政が言い置いたから、蔵屋・鶴千代と尼子氏の関係が良好だったから、あるいは六角定頼の影響があったから内紛に発展しなかったとも言われているが、高橋昌明は当人らが納得したとしても互いの派閥間で内紛・暗闘が続いたのではないかとしている。家督相続を確実なものにした久政は天文13年（1544年）4月6日に徳昌（勝）寺で亮政の法要を営んでいる。

### 京極高広との戦い
亮政の死と若年の久政の家督継承を好機とみて動きを見せたのは亮政のかつての主君、京極高広だった。浅井氏は元来京極氏の被官であり、亮政は高広の父・高清に従い南近江の六角氏に対抗していた。しかし天文7年（1538年）に高清が死去すると六角氏は攻勢を強め、亮政は六角定頼の軍門に降った。これをよしとしない高広は天文10年（1541年）に亮政に対し挙兵した。久政の家督相続はそのような時期に行われたものだった。
高広は早くも天文11年1月11日に国人領主への知行宛行を約束している（「下坂文書」）。久政と高広の軍勢が直接衝突するのは天文13年（1544年）8月のことである。
天文15年（1546年）7月に海津で合戦があり、久政も出陣して敵味方合わせて360人の死者が出たことが知られる（「菅浦文書」『長命寺過去帳』）が、誰と戦ったのかははっきりしない。
天文19年（1550年）ごろ、久政と高広の間で和議が成立したものとみられる。同年の『天文日記』から久政の呼称が「新九郎」から「左兵衛尉」に変わっており、この任官は高広の斡旋によるとみられる。

### 六角氏への服属と隠居
天文20年（1551年）高広は三好長慶と結び甲良庄へ進軍した。
天文21年（1552年）六角定頼が死去し、これを機に高広は佐和山城を攻略。他方六角義賢は三好長慶と和解、北近江に出陣して天文22年（1553年）11月の地頭山合戦に勝利したことで、天文19年から続いた近江南北の争いは義賢の勝利で終わりを告げた。敗れた久政は講和を結ぶが義賢に事実上従属するような立場になったとみられる。
永禄2年（1559年）に元服した嫡男猿夜叉（のちの長政）は、賢政（義賢の偏諱とみられる）を名乗り、妻に六角氏重臣・平井定武の娘を娶った。これも上記のような従属関係の表れと解される。
永禄2年4月、賢政は妻を離縁し国元へ送り返す。これにより六角氏との対立路線が明白となり、六角義賢の江北侵攻を招いた。永禄3年（1560年）10月ごろ、久政は家督を賢政に譲り隠居した。『江濃記』『浅井三代記』では六角氏への対抗路線を望む家臣らが、賢政を擁立して久政を強制的に隠居させたために親子が不和になったとしている。若年の賢政がこのような政策転換を決断したとは考えにくいため、「国衆の一揆」によるものと想定される。もっとも、下野守を名乗るようになった久政はその後も文書を発給しており、親子仲の悪化は確認できないため、家督相続は円滑に行われたとみられる。隠居後の久政は小谷城の小丸に隠居したことから「小丸殿」との呼称もある。

### 小谷城の戦い
天正元年（1573年）、織田信長が率いる軍勢が浅井氏の本城である小谷城を攻撃した（小谷城の戦い）。
久政は小丸を守ったが、8月27日夜羽柴秀吉が京極丸を落としたため、長政の籠もる本丸と分断されることとなった。小丸が先に陥落し、久政と浅井福寿庵が切腹、久政に仕えた舞楽師鶴松太夫も追って切腹した。翌日長政も自刃し浅井氏は滅亡した。（『信長公記』）享年49とされる。
久政の自害の日付は、8月27日（『信長公記』）、28日（『甫庵信長記』『総見記』『当代記』『佐久間軍記』『島記録』『朝倉始末記』『異本年代記抜萃』）、29日（『公卿補任』『長政画像賛』『徳勝寺過去帳』『浅井家霊簿』『浅井三代記』）と史料によって異なるが、織田家臣の太田牛一の記述した『信長公記』の8月27日説が採用されることが多い。
『信長公記』には、翌年正月に信長が、久政、長政、朝倉義景の首を「薄濃（はくだみ）」にして披露したことが記述されている。

## 評価
従来、『江濃記』『浅井三代記』などに見られるように、父亮政と比較して久政はきわめて低い評価が与えられてきた。その理由として六角氏に服属したこと、武勇に劣ることがしばしば挙げられる。しかし現在では内政・領国経営における久政の手腕は高く評価されており、外交政策についても評価を見直す動きがある。

### 内政においての再評価
亮政の代に国人領主の盟主としての地位を獲得した浅井氏だったが、その上下関係はあくまで国人領主同士の相対的なものだった。浅井氏が国人・土豪と主従関係を結ぶことで、彼らとの上下関係を絶対的なものへと転換させ、戦国大名としての地歩を固めたのは久政の手によるものであることが指摘されている。
久政が在地領主への影響力を伸ばすことができたのは、在地領主たちの「調停者」としての働きによると言われる。亮政の時代に力をつけていたことを背景として、久政は用水相論の裁定をたびたび行ったことが現存文書から分かる。在地領主たちから「調停者」として頼られることで力を伸ばした久政は、天文24年（1555年）には「井奉行」という職掌を家中に設置し、じつに12か村が関与する大規模な水争論の裁定まで行っていることが確認できる。
例としてこんな話がある。 当時小谷麓の村々で深刻な水不足があった。その辺りの用水の源である高時川の水流を握るのは、力を持つ豪族の井口氏であった。 久政は村民の願いによって井口氏へ圧力をかけたが、井口氏は大量の貢物という難題をふっかけ、あきらめさせようとした。しかし中野（現東浅井郡）の土豪がこれを引き受けたため、井口氏も渋々承諾したという（この間に中野の土豪の娘が人柱となって水を得たという逸話もある。また貢物の中に餅千駄とあったため、彼らの業績をたたえて餅ノ井と名づけられた）。
浅井氏は用水以外の相論についても、当事者を小谷城に登城させ、「証跡明鏡」として「筋目」をもって裁定を行った。久政は裁定において亮政の先例踏襲によって裁定を下した例が確認できるが、長政の代になると先例踏襲の例はますます増加する。宮島敬一は久政の時代の天文末期に「浅井氏の論理」が確立していったとしている。
また、小谷城山上に六坊（6か寺の出張所）の建設を行ったり（「浄心寺文書」「飯福寺文書」）、寺社衆に対して所領の安堵や税政策の強化などを打ち出した（「同寺文書」）。さらには小谷城の増築、土塁の建設も行っている。さらに天文22年（1553年）には、父・亮政の徳政を発展させ、二十三箇条による法制度の導入を行った。年貢を納め時を待っての貸方の利益の保護を、父の制度を進めて一部改革を行った（「菅浦文書」）。
この他に、後世の悪評にも繋がるが、積極的に能などの文化を推進し（久政には森本鶴太夫というお抱えの舞楽師がいた）、鷹狩や連歌を嗜んだ。

### 六角氏への従属の再評価
天文22年（1553年）に敗れて以来、浅井久政は六角義賢に服属するような立場になったと説明される。しかし、このことをもって久政が六角氏に臣従したと考えるのは必ずしも正しくない。なぜなら、以後も久政が家臣に知行宛行状を発している一方で、義賢の江北の武士に対する知行宛行状はほとんどみられないことから、江北地域は六角氏の領国に組み込まれていなかったとみられるからである。小和田哲男は、このような独立を維持しながらも六角氏の強い統制下にあった当時の江北の状態を、「六角氏保護国」と形容している。

## 系譜
- 父：浅井亮政
- 母：尼子氏（馨庵寿松）
  - 正室：阿古御料（小野殿） - 井口越前守経元の娘。『浅井三代記』は井口弾正少弼義氏が地頭山で亮政の代わりに死んだために娘を久政の室としたとするが史実ではない[50]。
    - 男子：長政（猿夜叉、新九郎）

  - 生母不明の子女
    - 女子：養福院（京極マリア） - 京極高吉室

  - 同母姉／妹：寿慶 - 浅井忠慶室
- 義母（亮政の正室）：蔵屋 - 浅井直政の娘
  - 異母姉／妹：鶴千代（海津殿）
  - 義兄弟（鶴千代の夫）：明政（新三郎） - 田屋氏からの婿養子
  - 異母兄／弟：政弘（新四郎）
- 生母不明のきょうだい
  - 姉／妹：松市御料 - 三田村定頼室
  - 兄／弟：虎夜叉（山城守）

斎藤義龍の室を久政の娘など浅井氏の出とする説があるが、『東浅井郡誌』は『江濃記』『言継卿記』の記述から義龍の室は一条氏の出であるとしてこれを否定する。
実宰院（長浜市平塚町）は、浅井氏の女性・昌安見久禅尼の開基だが、寺伝では彼女を久政の娘とする。実宰院過去帳では彼女の遷化を天正13年（1585年）6月29日、49歳としているため、天文6年（1537年）の生まれであることになる。その時点では久政は年少に過ぎ、むしろ亮政の娘と考える方が合理的であると『東浅井郡誌』は指摘している。

## 関連作品
- お市の方（1942年、演：荒木忍）
- 徳川家康（1964年、テレビ朝日、演：加藤嘉）
- 戦国艶物語（1969年、TBS、演：中村翫右衛門）
- 国盗り物語（1973年、NHK、演：郡司良）
- 黄金の日日（1978年、NHK、演：増田順司）
- お市御寮人（1989年、NHK、演：仲谷昇）
- 織田信長（1989年、TBS、演：丹波哲郎）
- 信長 KING OF ZIPANGU（1992年、NHK、演：寺田農）
- 織田信長（1994年、テレビ東京、演：滝田裕介）
- 豊臣秀吉 天下を獲る!（1995年、テレビ東京、演：田中弘史）
- 秀吉（1996年、NHK、演：梅野泰靖）
- 功名が辻（2006年、NHK、演：山本圭）
- 戦国疾風伝 二人の軍師 秀吉に天下を獲らせた男たち（2011年、テレビ東京、演：清水綋治）
- 江〜姫たちの戦国〜（2011年、NHK、演：寺田農）
- 女信長（2013年、フジテレビ、演：山路和弘）
- 信長協奏曲 （2014年、フジテレビ、演︰村井國夫）